# Charles-Philippe David
Pour les articles homonymes, voir David.
Charles-Philippe David, né le 9 mars 1957,, est professeur de science politique à l'Université du Québec à Montréal. En 1996, il est le fondateur de la Chaire Raoul-Dandurand en études stratégiques et diplomatiques.

## Biographie
Charles-Philippe David est titulaire d'un doctorat (Ph.D.) de l'Université de Princeton (en politique et affaires internationales) ainsi que d'une maîtrise de l'Université Carleton (en affaires internationales). Deux fois boursier Fulbright (en 2002 et en 1990), récipiendaire du Prix Jean Finot 2003 de l'Académie des sciences morales et politiques à l'Institut de France, pour l'ouvrage Théories de la sécurité avec Jean-Jacques Roche, il est membre de l'Académie des lettres et des sciences humaines de la Société royale du Canada depuis 1991. 
Professeur de science politique à l'UQAM, il œuvre également à la Chaire Raoul-Dandurand en études stratégiques et diplomatiques pour laquelle il est le premier titulaire jusqu'en 2016. Il est spécialisé en relations internationales, en géopolitique occidentale et en analyse des politiques étrangères américaines. 
Il est considéré comme l'un des plus grands experts mondiaux dans son domaine. Il a enseigné en tant que professeur invité aux Universités de Montréal et Laval, à Duke, à UCLA et à l’Université du Vermont (Burlington), ainsi qu’à Paris II, Lyon III, Montpellier III, Grenoble et Nice. Charles-Philippe David commente régulièrement l’actualité internationale dans les médias, notamment sur les enjeux stratégiques et de sécurité, de même que sur la politique étrangère des États-Unis. Il est membre de l’International Institute for Strategic Studies, l’International Studies Association de même que de l’International Political Science Association et l’Association of Canadian Studies in the United States.
Il vient d'une famille de personnalités publiques reconnues. Il est le fils du docteur Paul David, fondateur de l'Institut de cardiologie de Montréal et petit-fils de Athanase David, ministre du gouvernement de Louis-Alexandre Taschereau, puis sénateur. Une de ses sœurs aînées est Françoise David, une militante féministe et altermondialiste, de même qu'ancienne porte-parole de Québec solidaire. Il a aussi comme sœur Hélène David, députée libérale de Marguerite-Bourgeoys à l'Assemblée nationale du Québec et ex-ministre de 2014 à 2018 dans le gouvernement Couillard.

## Principales publications
- Au sein de la Maison Blanche : la formulation de la politique étrangère des États-Unis, Québec, Presses de l'Université Laval, 1994, 521 p. (ouvrage traduit et publié en Chine) [présentation en ligne] (réédition septembre 2004)
- La politique étrangère des États-Unis : fondements, acteurs, formulation, Presses de Sciences Po, Paris, 2003 (avec Louis Balthazar et Justin Vaïsse).  (ISBN 2-7246-0919-0) [lire en ligne] (table et introduction)
- Théories de la sécurité : définitions, approches et concepts de la sécurité internationale, Paris, éditions Montchrestien, coll. “Clefs”, 2002, 157 p. (avec Jean-Jacques Roche).
- La guerre et la paix : approches contemporaines de la sécurité et de la stratégie, Paris, Presses de Sciences Po, coll. “Références inédites”, 2000, 526 p.
- La consolidation de la paix : l'intervention internationale et le concept des Casques blancs, Montréal et Paris, l'Harmattan, collection Raoul-Dandurand, 1997, 150 p. (en collaboration).
- Environnement stratégique et modèles de défense : une perspective québécoise, Montréal, Éditions du Méridien, coll. “Stratégie/Diplomatie”, 1996, 286 p. (en collaboration).
- Foreign Policy Failure in the White House. Reappraising the Fall of the Shah and the Iran-Contra Affair. Lanham, University Press of America, 1993, 191 p. (in collaboration).
- La guerre du Golfe : l'illusion de la victoire ?, Montréal, Art Global, 1991, 362 p. (en collaboration).
- Les études stratégiques : approches et concepts, Montréal, Éditions du Méridien / Québec, Centre québécois de relations internationales / Paris, Fondation pour les études de défense nationale, 1989, 536 p. (en collaboration).
- La France face aux nouveaux enjeux stratégiques, Montréal, Éditions du Méridien, 1988, 168 p.
- Debating Counterforce. A Conventional Approach in a Nuclear Age, Boulder, Westview Press, 1987, 260 p.